# نمک (شیمی)

ترسیم ساختار بلوری سدیم کلرید (NaCl) که یک نمک معمول است. در این تصویر اشکال بنفش نشان دهنده یون‌های سدیم و اشکال سبز نشان دهنده یون کلرید هستند. خطوط زرد میان آن‌ها نیز نیروی‌های الکترواستاتیکی میان آن‌ها را نشان میدهد.

در شیمی، نمک (به انگلیسی: Salt) به یک ترکیب شیمیایی متشکل از یون‌های مثبت (کاتیون‌ها) و منفی (آنیون‌ها) گفته می‌شود که منجر به تشکیل ترکیبی خنثی از لحاظ بار می‌شوند. یک مثل رایج از نمک، نمک خوراکی است که از ترکیب یون‌های با بار مثبت سدیم و یون‌های با بار منفی کلرید تشکیل شده‌است.
ترکیب‌های یونی‌ای که شامل یون‌های هیدروژن (+H) هستند به عنوان اسیدها طبقه‌بندی می‌شوند، و ترکیب‌هایی که شامل کاتیون‌های الکترون‌دوست (electropositive) و آنیون‌های قلیایی مانند هیدروکسید (−OH) یا اکسید (−O2) هستند تحت عنوان بازها طبقه‌بندی می‌شوند. سایر ترکیب‌های یونی به عنوان نمک شناخته می‌شوند و می‌توانند توسط واکنش‌های اسید–باز تشکیل شوند.
یون‌های تشکیل‌دهندهٔ نمک می‌توانند غیر معدنی مانند کلرید (−Cl) باشند، یا معدنی مانند استات (CH
3COO−
). همچنین هر یون می‌تواند تک اتمی، مانند فلوریت (−F) یا چند اتمی مانند کربنات (CO2−
3) باشد.

## انواع نمک
نمک‌ها را می‌توان به روش‌های مختلفی طبقه‌بندی کرد. نمک‌هایی که با حل شدن در آب یون هیدروکسید تولید می‌کنند نمک‌های قلیایی (Alkali salt) و نمک‌هایی که با حل شدن در آب یون هیدروژن تولید می‌کنند نمک‌های اسیدی (acid salts) نامیده می‌شوند. به نمک‌هایی که نه اسیدی هستند و نه قلیایی، نمک‌های خنثی گفته می‌شود.
زویتریون‌ها (Zwitterions) حاوی یک مرکز آنیونی و یک مرکز کاتیونی در یک مولکول هستند، اما نمک محسوب نمی‌شوند. آمینواسیدها، پپتید‌ها و پروتئین‌ها مثال‌هایی از زویتریون‌ها هستند.